# Varázsszem

EM34 varázsszem

A varázsszem vagy hangolásjelző, egy elektroncső, amely vizuálisan jelzi egy elektronikus jel amplitúdóját, például hangkimenetet, rádiófrekvenciás jelerősséget vagy egyéb funkciókat. A varázsszem az ilyen cső egy sajátos típusa, amelynek kör alakú kijelzője az ábrázolt EM34-hez hasonló. Első széleskörű alkalmazása a rádióvevők hangolásjelzője volt. Ez jelezte a vett rádiójel relatív erősségét, vagyis ha egy rádióállomás megfelelően van behangolva.
A varázsszem volt az első a katódsugár típusú hangolás indikátorok sorában, amelyet a mutatós mérők olcsóbb alternatívájaként fejlesztettek ki. Japánban csak az 1960-as években gyártották a tűmérőket elég gazdaságosan ahhoz, hogy kiszorítsák a jelzőcsöveket. A hangolásjelző csöveket elektroncsöves vevőkészülékekben használták 1936 és 1980 között, mielőtt az elektroncsöveket tranzisztorok váltották fel a rádiókban. Egy még korábbi hangolási segédeszköz amelyet a varázsszem helyettesített, a glimmlámpa volt.

## Története
A rádióvevők hangolására szolgáló varázsszemet 1932-ben Allen B. DuMont találta fel (aki az 1930-as évek nagy részét a katódsugárcsövek élettartamának javításával töltötte, és végül megalakította a DuMont Televízió Hálózatot).
Az 1935-ös RCA 6E5 volt az első kereskedelemben kapható cső.
A korábbi típusok végnézetűek voltak (lásd az EM34-et), általában oktális vagy oldalsó érintkező alappal. A későbbi fejlesztések egy kisebb oldalnézetű, újszerű B9A alapú, teljesen üvegből készült típust mutattak be legyezőszerű vagy sávos kijelzővel (lásd az EM84-et). A végnézetű változatnak kerek kúp alakú fluoreszkáló kijelzője volt fekete kupakkal együtt, amely eltekarta a katód vörös fényét. Ezen kinézete késztette a kortárs hirdetőket a varázsszem kifejezés megalkotására, amely kifejezés még ma is használatos.
Volt egy szubminiatűr, vezetékvégű változat is (Mullard DM70/DM71, Mazda 1M1/1M3, GEC/Marconi Y25) akkumulátoros üzemmódra, egy Ever Ready AM/FM akkumulátoros vevőegységben, push-pull kimenettel is. Egy kis számú AM/FM hálózati vevő is használta, amelyek a varázsszemet a 6,3 V-os fűtőbetáplálásról 220 ohmos ellenálláson keresztül vagy az audiókimeneti katód előfeszültségén keresztül világították meg. Egyes tekercses magnók is alkalmazták a DM70/DM71-et a felvételi szint jelzésére, beleértve a tranzisztoros modelleket is, amelyeknél a varázsszem az előfeszítő oszcillátor feszültségétől világított.
A hangolásjelző funkció modern félvezető áramkörökkel és optoelektronikus kijelzőkkel érhető el. A varázsszemhez szükséges magas feszültség (100 voltos vagy több) a modern eszközökben nincs meg, így az mára elavult.

## Működése

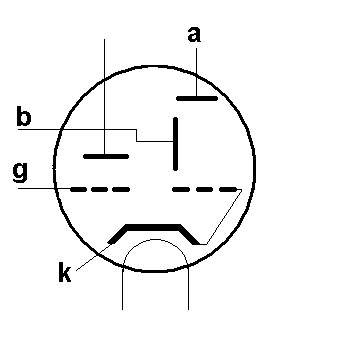
A varázsszem rajza: a=anód, k=katód, g=rács, b=eltérítő

A varázsszem egy miniatűr katódsugárcső, általában beépített trióda jelerősítővel. Általában élénkzölden világít (alkalmanként sárgán egyes nagyon régi típusokban, pl. EM4), és az izzó végek középen találkoznak, ahogy a vezérlőhálózat feszültsége nő. Olyan áramkörben használják, amely a jelerősséggel változó feszültséget juttat a rácsra; a hangológomb elforgatásával a szem rés a legszűkebb lesz, ha egy állomást megfelelően hangol.
Az készülék egy vákuumcső, amely két lemezelektródából áll, az egyik trióda erősítőt képezi, a másik pedig egy cink-szilikáttal vagy hasonló anyaggal bevont kúpos alakú célanódból álló kijelzőrészt. A kijelző rész anódja általában közvetlenül a vevő teljes pozitív feszültségéhez, míg a trióda-anód általában (belül) a katód és a célanód közé szerelt vezérlőelektródához, kívülről pedig a pozitívhoz csatlakozik egy nagy értékű (általában 1 MΩ) ellenálláson keresztül.
Ha a vevő be van kapcsolva, de nincs állomásra hangolva, a célanód zölden világít a becsapódó elektronok miatt, kivéve a belső vezérlőelektródánál lévő területet. Ezen elektróda feszültség 150–200V negatív a célanódhoz képest és ebben a tartományban eltaszítja az elektronokat a célponttól, ami egy sötét szektor megjelenését okozza a kijelzőn.
A trióda-erősítő szakasz vezérlőrácsa egy olyan pontra csatlakozik, ahol a jelerősségtől függő negatív vezérlőfeszültség áll rendelkezésre, pl. az AGC vonal egy AM 
szuperheterodin vevőben. Ahogy egy állomást behangolnak a trióda rács negatívabbá válik a közös katódhoz képest.

## Használata rádiókban

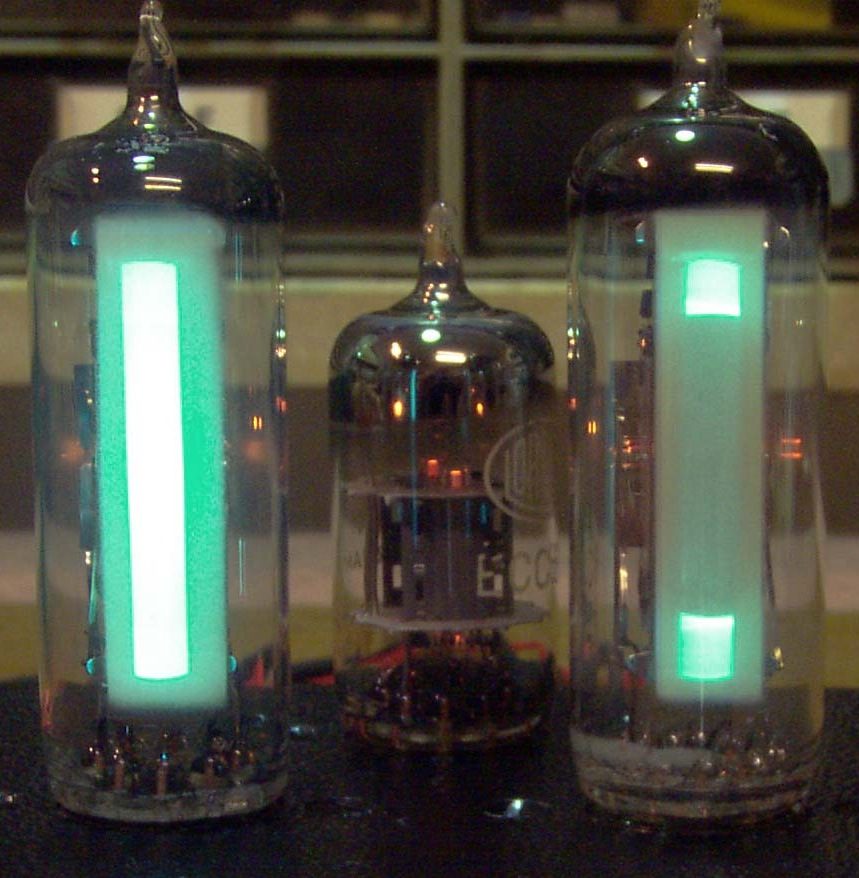
EM84 varázsszem

A rádiókészülékekben található varázsszem célja az állomás pontos hangolása. A cső láthatóbbá teszi a jelerősség csúcsait azáltal, hogy vizuális jelzést ad, ami jobb, mint egyedül a fül használata. A szem azért különösen hasznos, mert az automatikus erősítésszabályozás (AGC) általában növeli a félrehangolt állomás hangerejét, így a hangerő viszonylag kis mértékben változik a hangológomb elforgatásával. A varázsszemet nem az audiójel, hanem az AGC feszültség működteti.
Amikor az 1950-es évek elején az FM rádiókészülékek elérhetővé váltak, sokféle varázsszemet tettek elérhetővé, különböző kijelzőkkel, de mindegyik ugyanúgy működött. Néhányuknak külön kis kijelzője volt, amely az FM sztereó jelét jelezte.
A brit Leak cég a Troughline FM tuner sorozatában egy EM84 indikátort használt nagyon precíz hangolásjelzőként, a két korlátozó szeleprács AGC feszültségének keverésével az indikátor érzékelő rácsánál. Ezáltal a pontos hangolást egy teljesen nyitott éles árnyék jelezte, míg az off-tune jelző részben zárt árnyékot produkált.

## Egyéb felhasználása
Varázsszemet használtak a magnetofonok felvételi szintjelzőjeként és egyszerűbb alternatívaként (egy speciálisan adaptált áramkörben) a durva frekvencia-összehasonlítás eszközeként a Lissajous-görbék helyett.
A varázsszem olcsó, kalibrálatlan (és nem feltétlenül lineáris) feszültségjelzőként működik és bárhol használható ahol a feszültség jelzésére van szükség. Így megtakarítható a pontosabb, de drágább kalibrált mérő költsége.
A kapacitás híd legalább egy kialakítása ilyen típusú csövet használ annak jelzésére, hogy a híd kiegyensúlyozott.

## Fordítás
Ez a szócikk részben vagy egészben  a   Magic eye tube című angol Wikipédia-szócikk fordításán alapul.  Az eredeti cikk szerkesztőit annak laptörténete sorolja fel. Ez a jelzés csupán a megfogalmazás eredetét és a szerzői jogokat jelzi, nem szolgál a cikkben szereplő információk forrásmegjelöléseként.